# Кузя: Тайна солнечных камней
Кузя: Тайна солнечных камней (англ. Hugo: Quest for the Sunstones, дат. Hugo: Jagten På Solstenene, также известна под названием Кузя: 3D, англ. Hugo: 3D) — компьютерная игра 2000 года, часть датской медиафраншизы Hugo (в русской локализации — Кузя), разработанная студией Interactive Television Entertainment. Была выпущена для платформ Windows и PlayStation. Сиквел по сюжету следующей игры студии, «Кузя: Алмазная лихорадка».

## Игровой процесс
Это первая игра медиафраншизы, выполненная в графике 3D. Игра представляет собой платформер, похожий на игру Crash Bandicoot, только здесь заменителем яблок выступают алмазы. Персонаж игрока может атаковать врагов, прыгая на них или ударяя их кнутом в стиле Индианы Джонса. В игре также есть уровни скольжения с перспективой от первого лица.

## Сюжет
Действие игры происходит на Острове Джунглей, локации, которая также фигурирует в качестве уровня в телепередаче «Позвоните Кузе», а также в качестве основного места действия игр «Кузя: В джунглях» и «Кузя: Остров Джунглей». Деревня местного народа Кикурианцев (дат. Kikurians), населяющих этот остров, находится в большой опасности, так как злая ведьма Сцилла (дат. Afskylia, главный антагонист всей франшизы) решила очистить остров от них. Главную опасность представляет вулкан у деревни, который может начать извержение в любой момент, кроме того приспешники Сциллы завалили кратер огромным валуном, угрожая залить деревню лавой. Чтобы спасти Кикурианцев, тролль по имени Кузя должен найти три волшебных солнечных камня, которые спрятаны в трёх местах: старой пирамиде инков, снежной горной пещере и старом пиратском гроте. Как только Кузе удаётся собрать все солнечные камни, его хватают приспешники ведьмы, и для выполнения своей миссии он должен выбраться из подземелья Сциллы. Если ему это удастся, извержение будет остановлено в последний момент, деревня спасена, злая Сцилла попадёт в вызванный ею торнадо, а Кузя и Кикурианцы отпразднуют победу.

## Критика
| Русскоязычные издания | Русскоязычные издания |
| Издание               | Оценка                |
| --------------------- | --------------------- |
| Absolute Games        | 70 % (сносно)         |

Игра была относительно хорошо принята в родной Дании, включая оценки 3/5 от GamePage.dk, 7/10 от PSSite.dk, 7/10 от GameSector.dk, и 8/10 от Spilzonen.dk. Критики других стран, однако, восприняли игру намного прохладнее: например, во Франции, где оценки по отзывам включали 3/10 от Joypad и 3/10 от журнала PSone, а также в Германии, где оценки по отзывам включали 30% от PSG, 35% от PowerStation, 42% от PC Player, 56% от Play Zone и 7,9/10 от GameZone.de. В России отзыв на игру оставил портал Absolute Games, оценка в рецензии составила 70 % (сносно).